# 漢平陵
汉平陵中国汉昭帝刘弗陵及其皇后上官氏同茔异穴的合葬陵园，位于陕西省咸阳市秦都区平陵乡大王村。陵区总面积13.6平方公里，分陵园、陵邑及陪葬墓区三部分。陵园平面为方形，边长370米。陵墓底边长160米，顶部边长49米，高29米；为二层台，东西台宽4米，南北台宽3米。墓东南665米为上官皇后陵。墓东有窦婴、夏侯胜、朱云、张禹，韦贤等陪葬墓20余座。